# Sophie d'Houdetot
Elisabeth Françoise Sophie Lalive de Bellegarde, Condessa d'Houdetot (18 de dezembro de 1730 - 28 de janeiro de 1813) foi uma nobre francesa. Ela é lembrada principalmente pelo breve, mas intenso amor que inspirou em Jean-Jacques Rousseau em 1757, mas também teve um relacionamento de cinquenta anos com o poeta e acadêmico Jean François de Saint-Lambert.

## Juventude
Filha do rico cobrador de impostos Louis de Robertier Denis Lalive de Bellegarde e de sua esposa Marie Dickx Josèphe Prouveur, Sophie se casou com Claude Constant César, Conde d' Houdetot, um brigadeiro do exército, na igreja de Saint-Roch, em Paris, em 28 de fevereiro de 1748. Ela foi apresentada à corte, uma honra reservada às damas de certa nobreza e distinção social. Ela se integrou aos círculos literários de Paris, auxiliada por sua prima e cunhada, Louise d'Épinay, que mantinha um relacionamento com Frédéric Melchior, barão de Grimm, editor do jornal literário manuscrito no qual Diderot divulgava grande parte de sua obra. Mme d'Épinay frequentemente ajudava no trabalho editorial e fazia parte do círculo em torno de Diderot, Grimm e do Barão d'Holbach. Deu à luz três filhos, um dos quais, César Louis Marie François Ange d'Houdetot, tornou-se brigadeiro do exército como seu pai e foi governador da Martinica durante a Revolução Francesa.
Seus conhecidos elogiavam Sophie d'Houdetot por sua generosidade e inteligência, mais do que por sua beleza. Uma amiga nos últimos anos, Claire Élisabeth de Rémusat, disse sobre ela: "Dificilmente se pode ir mais longe do que Madame d'Houdetot, eu diria não tanto em gentileza, mas em benevolência." O Barão de Frénilly, que a conheceu na década de 1790, descreveu-a como "a boa, amável e eternamente jovem Viscondessa d'Houdetot... uma risonha de etiqueta, alegre, vivaz, espirituosa, prolífica em pensamentos engenhosos e frases felizes" apesar de "uma feiura ignóbil, uma voz rouca e um olho traiçoeiro que estava sempre olhando de lado quando parecia estar olhando você na cara."

## Relação com Rousseau
Jean-Jacques Rousseau estava escrevendo sozinho em 1757, como convidado de Mme d'Épinay em sua propriedade no campo. Ele já havia conhecido Sophie d'Houdetot diversas vezes antes, sem se sentir atraído por ela. Em janeiro de 1757, seu cocheiro fez uma curva errada e sua carruagem ficou presa na lama; ela saiu e continuou a pé pelo atoleiro, finalmente buscando abrigo na modesta casa de Rousseau. Como ele descreveu no Livro 9 de suas Confissões, "Esta visita pareceu um pouco com o início de um romance." Tanto a senhora quanto o filósofo riram muito e ela aceitou o convite para ficar para uma refeição simples. Pouco tempo depois, na primavera de 1757, ela retornou, a cavalo, vestida de homem. Nas palavras de Rousseau: "Desta vez foi amor. ... foi a primeira e única vez na minha vida."
O que aconteceu depois foi, e continua sendo, muito debatido. Jean-Jacques declarou seu amor a Sophie em 24 de maio de 1757, e por alguns meses eles se viram muito. Ele começou a associá-la aos personagens do romance que estava escrevendo, Julie, ou la Nouvelle Héloïse. Certa noite, durante uma terna conversa em um bosque, ela lhe disse: "Nunca um homem foi tão amável e nenhum amante jamais amou como você", apenas para acrescentar: "mas seu amigo Saint-Lambert está nos ouvindo e meu coração nunca poderia amar duas vezes." Rousseau termina a cena dizendo: "No meio da noite, ela deixou o bosque e os braços de seu amigo, tão intacta, tão pura de corpo e coração, como quando entrou." Saint-Lambert, que estava ausente em serviço militar, retornou em julho e, após seu retorno ao serviço, Sophie pôs fim ao caso com Jean-Jacques. Desde então, os leitores discutem se eles realmente consumaram seu amor, uma questão sem resposta. Os estudiosos também tentaram analisar a influência que essa ligação pode ter tido na composição do romance e na evolução das ideias de Rousseau.

## Vida posterior

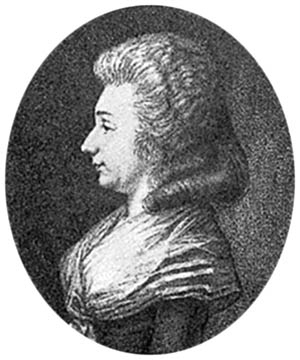
Uma foto mais antiga da Condessa de Houdetot.

Saint-Lambert tornou-se amante de Mme d'Houdetot por volta de 1752. O marido dela tolerou e talvez até tenha acolhido bem a situação; ela havia cumprido suas obrigações conjugais ao lhe dar um filho e seu amante era um homem apresentável. Não era incomum no Antigo Regime que parceiros em um casamento de conveniência aceitassem esse tipo de infidelidade em um ménage à trois; Émilie du Châtelet, seu marido e Voltaire são outro exemplo. Saint-Lambert e Sophie d'Houdetot permaneceram juntos até a morte do poeta em 1803. Sophie interessou-se pelas colônias americanas recém-independentes e correspondeu-se com Thomas Jefferson, recebeu Benjamin Franklin em sua casa e tornou-se amiga de Saint-John de Crèvecœur.
Após a Revolução Francesa, os Houdetots e Saint-Lambert mudaram-se para Sannois, onde criaram uma sociedade de homens de letras do Iluminismo pré-revolucionário, como La Harpe, o abade Morellet e Suard - e algumas estrelas em ascensão como Chateaubriand, que escreveu em suas Mémoires d'Outre-Tombe (Memórias do além-túmulo) que Saint-Lambert e Sophie d'Houdetot "ambos representavam as opiniões e as liberdades de uma era passada, cuidadosamente recheadas e preservadas: era o século XVIII expirado e casado à sua maneira. Era suficiente permanecer firme na vida para que as ilegitimidades se tornassem legitimidades."